# 술 (장식)

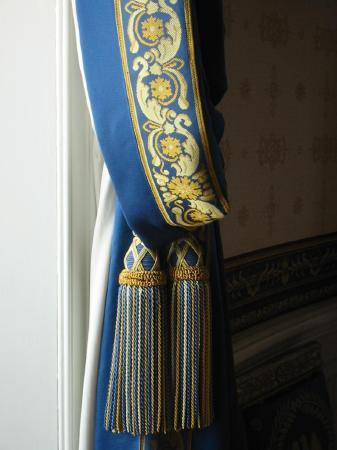
백악관의 블루룸에 있는 수제 비단 얼레 술

술은 띠나 끈 등에 장식으로 다는 여러 가닥의 실이다. 끈목과 매듭의 구성을 돋보이게 하는 역할을 한다.
술은 대개 다음 11단계의 공정을 거쳐서 만들어진다.
1. 5올로 합사해서 염색한 비단실을 술실의 굵기에 맞게 다시 합사해서 바탕을 꼰다. 2가닥으로 따로 날아놓은 실을 각각 다른 방향으로 꼬아서 그 2가닥을 함께하여 다시 외로 꼰다.
2. 보풀이 일지 않도록 주의하며 실패에 감는다.
3. 술의 길이와 술틀의 길이에 따라 크고 작은 사장못을 위아래에 끼우고 못이 움직이지 않도록 잘 고정시킨다.
4. 고정해 놓은 사장못의 위아래로 실패를 돌려가며 실이 늘어지지 않도록 감아 그 끝을 위쪽 사장못 끝의 구멍에 꼭 매어 놓는다.
5. 톳알구지(코바늘 끝의 구부러진 부분)로 술실을 한 올 걸어빼며 톳끝을 엄지와 검지 끝으로 살짝 돌리면서 비벼 꼰다.

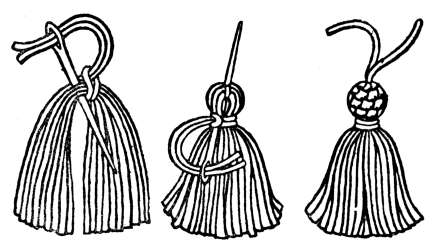
술 만들기

1. 왼손에 돗바늘을 쥐고 다 꼰 술실을 받아 고르게 옮겨 꿴다.
2. 다 꼰 실을 한 바늘내기씩 떼어낸다.
3. 술판 위에 떼어놓은 술실을 골을 켜서 위아래로 고정해 놓는다.
4. 끓는 물에 술판을 엎어놓고 그 위에 두툼한 보자기를 씌워 약 2~3분 김을 올린다.
5. 술판을 떼내어 그늘에서 말린다.
6. 말린 술실을 술 하나가 될 만큼씩 묶고 봉술은 너비 1.8cm, 길이 10cm 정도의 한지로 만든 심을 박은 뒤 금실과 색실로 무늬를 만들며 감는다. 이때 딸기술은 술올을 짝수로 묶어 딸기를 틀어서 완성한다.

술의 종류는 크게 다음 6가지로 나뉜다.
- 딸기술 : 홑딸기술·겹딸기술·색동딸기술 등으로 세분되며, 쾌자띠·노리개·선추 등의 장식에 쓰인다.
- 봉술 : 술의 머리에 봉을 감을 때 새기는 글자에 따라 희자(喜字)술·수자(壽字)술·왕자(王字)술 등으로 나뉘며, 노리개·선추·주머니끈 외에 각종 실내장식의 유소에 쓰인다.
- 방망이술 : 상아로 둥글게 깎은 뒤, 그 밑에 술을 두른 것 2종류가 있으며, 국악기·족자·가마 등에 쓰이는 대형 유소에 사용되었다.
- 낙지발술 : 동다회와 같은 끈목을 길이로 여러 곱 잡아 그대로 가지런히 늘인 술이다. 이봉낙지발술·삼봉낙지발술 등으로 세분된다.
- 방울술 : 연봉매듭을 맺고 두 끝을 가지런히 늘여 금실이나 배색이 잘 되는 실로 그 끝을 감은 술이다.
- 전복(戰服)술 : 옛 전복 자락에 달던 술로서, 목노(실을 여러 겹 꼬아 질기게 만든 술)를 가로로 팽팽하게 매고 술길이에 맞춰 끊은 술실을 2올씩 곱쟁이씌워 한올씩 맺으면서 섬세한 무늬를 만들고 그 끝을 약간 남겨 그대로 늘인 것이다. 이밖에도 보자기의 네 귀에 다는 금전지술, 주머니·조바위 등에 다는 잔술 등이 있다.

## 같이 보기
- 탈리트
- 치치트

## 참고 자료
- 이 문서에는 다음커뮤니케이션(현 카카오)에서 GFDL 또는 CC-SA 라이선스로 배포한 글로벌 세계대백과사전의 내용을 기초로 작성된 글이 포함되어 있습니다.